# 枚方公済病院
枚方公済病院（ひらかたこうさいびょういん）は、大阪府枚方市にある国家公務員共済組合連合会運営の病院である。救急告示病院、労災保険指定病院等に指定されている。

## 沿革
- 1943年12月 - 大阪第一陸軍共済病院として開院。
- 1947年4月 - 政府職員共済組合連合会長尾病院となる。
- 1958年7月 - 国家公務員共済組合連合会長尾病院と改称。
- 1993年1月 - 国家公務員共済組合連合会京阪奈病院に改称。
- 2008年4月 - 国家公務員共済組合連合会枚方公済病院に改称。
- 2010年3月 - 新病棟が竣工。

## 診療科
- 総合内科
- 呼吸器内科
- 消化器内科
- 循環器内科
- 内視鏡内科
- 糖尿病内科
- 腎臓内科
- 血液内科
- 神経内科
- リウマチ科
- 小児科
- 外科
- 小児外科
- 肛門外科
- 整形外科
- 心臓血管外科
- 皮膚科
- 泌尿器科
- 眼科
- 耳鼻咽喉科
- 放射線科
- 救急科
- 麻酔科
- リハビリテーション科
- 歯科口腔外科

## 医療機関の指定・認定
（下表の出典）
| 保険医療機関                 | 労災保険指定病院                               |
| 生活保護法指定病院           | 臨床研修病院（基幹型）                         |
| 指定自立支援病院（更生医療） | 結核指定病院                                   |
| 原子爆弾被害者医療指定病院   | 原子爆弾被害者一般疾病医療取扱病院             |
| DPC対象病院                  | 身体障害者福祉法指定医の配置されている医療機関 |
| 公害医療機関                 | 在宅療養後方支援病院                           |
| 地域歯科診療支援病院         | 地域医療支援病院                               |

- 救急告示病院[4]
- ガス障害者医療取扱病院[3]
- 公益財団法人日本医療機能評価機構認定病院[5]
- このほか、各種法令による指定・認定病院であるとともに、各学会の認定施設でもある。

## 認定専門医人数
（下表の出典）
| 認定医・専門医名   | 人数 | 学会名                             | 認定医・専門医名   | 人数 | 学会名                           |
| ------------------ | ---- | ---------------------------------- | ------------------ | ---- | -------------------------------- |
| 整形外科専門医     | 2人  | 公益社団法人日本整形外科学会       | 皮膚科専門医       | 1人  | （社）日本皮膚科学会             |
| 麻酔科専門医       | 2人  | 公益社団法人日本麻酔科学会         | 放射線科専門医     | 0人  | 公益社団法人日本医学放射線学会   |
| 眼科専門医         | 1人  | 公益財団法人日本眼科学会           | 消化器内視鏡専門医 | 2人  | 一般社団法人日本消化器内視鏡学会 |
| 神経内科専門医     | 1人  | 一般社団法人日本神経学会           | 泌尿器科専門医     | 1人  | 一般社団法人日本泌尿器科学会     |
| 総合内科専門医     | 15人 | 一般社団法人日本内科学会           | 外科専門医         | 7人  | 一般社団法人日本外科学会         |
| 糖尿病専門医       | 1人  | 一般社団法人日本糖尿病学会         | 肝臓専門医         | 3人  | 一般社団法人日本肝臓学会         |
| 救急科専門医       | 1人  | 一般社団法人日本救急医学会         | アレルギー専門医   | 1人  | 一般社団法人日本アレルギー学会   |
| 循環器専門医       | 10人 | 一般社団法人日本循環器学会         | 呼吸器専門医       | 2人  | 一般社団法人日本呼吸器学会       |
| 消化器病専門医     | 4人  | 一般財団法人日本消化器病学会       | 腎臓専門医         | 1人  | 一般社団法人日本腎臓学会         |
| 小児科専門医       | 1人  | 公益社団法人日本小児科学会         | 消化器外科専門医   | 1人  | 一般社団法人日本消化器外科学会   |
| がん薬物療法専門医 | 1人  | 特定非営利活動法人日本臨床腫瘍学会 | 透析専門医         | 2人  | 一般社団法人日本透析医学会       |

## 交通アクセス
- 学研都市線（JR西日本）「長尾駅」より徒歩10分[6]
- 京阪本線「枚方市駅」から[6]
  - 京阪バスから63系統「長尾駅行」乗車、「枚方公済病院」停留所下車
- JR長尾駅から無料直通シャトルバスを運行している[6]。

## 周辺
- 王仁公園[6]
- 枚方市立菅原東小学校[6]